# Timur Vermes
Timur Vermes (* 1967, Norimberk) je německý novinář a spisovatel.

## Život
Je synem Maďara, který uprchl z vlasti po potlačeném povstání roku 1956 a Němky. Po maturitě studoval na univerzitě v Erlangenu dějiny a politologii. Působil jako novinář například v mnichovských Abendzeitung nebo kolínském Expressu.
V roce 2007 začal psát jako ghostwriter – například Was vom Tode übrig bleibt. Svůj debutový román vydal v roce 2012 pod titulem Er ist wieder da – satiru o Hitlerovi, který se probudí v roce 2011 na jedné louce v Berlíně, začne vystupovat v různých televizních pořadech a získává opět oblibu. Po představení knihy na frankfurtském veletrhu se stal román bestsellerem.

## Díla
- 2010 – München für Verliebte, Societäts-Verlag Frankfurt, ISBN 978-3-7973-1189-4
- 2012 – Er ist wieder da, Eichborn Verlag Kolín nad Rýnem, ISBN 978-3-8479-0517-2
- 2018 – Die Hungrigen und die Satten
- 2021 – U

### České vydání
- Už je tady zas. Praha: Argo, 2013. 368 s. ISBN 978-80-257-0966-5. Překlad Michaela Škultéty
- Hladoví a sytí. [s.l.]: Argo, 2020. 464 s. ISBN 978-80-257-3246-5. Překlad Michaela Škultéty
- U: Ztraceni v metru. Argo, 2023. 160 s. ISBN 978-80-257-4021-7. Překlad Michaela Škultéty